# 学-SHOCK
学-SHOCK（がくしょく）は、静岡エフエム放送 （K-MIX）が木曜日の19時00分 - 19時55分に放送していたラジオ番組である。

## 概要
静岡県の大学生が月替わりで出演し、選曲やコーナーをプロデュースするなど、学生主体で番組が作られている。
学生が若い感性で静岡を揺さぶることが、番組及び番組タイトルのコンセプトとなっている。
2010年4月番組開始、木曜日夜の生番組は「ヒロキ寺子屋」以来2年ぶり。K-MIX本社1階のオープンスタジオ「ビュースタ」から公開生放送されていた。2012年3月で番組終了。

## パーソナリティ
- 2011年3月まで
高原由香子
2011年4月 -
2011年4月以降はパーソナリティはなく、学生有志のみで番組が進行している。一部コーナーで天の声として廣木弓子が登場する。

## タイムテーブル
- 19:08頃 - 学-SHOCK ヒットチャート
- 19:15頃 - マンスリー・プレゼン・ゴングショー
番組のメインのコーナー。コーナー全体を学生が企画運営する。
- 19:44頃 - 学-SHOCK ラスト・ニュース

## 出演大学
最終回は、過去出演した県内6大学の学生が総出演した。
- 2010年4月 - 浜松大学
- 2010年5月 - 東海大学
- 2010年6月 - 静岡県立大学
- 2010年7月 - 静岡大学
- 2010年8月 - 浜松大学
- 2010年9月 - 東海大学
- 2010年10月 - 静岡大学
- 2010年11月 - 静岡県立大学
- 2010年12月 - 静岡大学
- 2011年1月 - 浜松大学
- 2011年2月 - 静岡産業大学
- 2011年3月 - 静岡大学
- 2011年4月 - 静岡県立大学
- 2011年5月 - 静岡大学
- 2011年6・7月 - 静岡文化芸術大学
- 2011年8月 - 静岡産業大学
- 2011年9月 - 東海大学
- 2011年10月 - 浜松大学
- 2011年11月 - 静岡文化芸術大学
- 2011年12月 - 静岡大学
- 2012年1月 - 静岡産業大学
- 2012年2月 - 東海大学
- 2012年3月 - 静岡県立大学

## 特別番組
- 2011年1月1日1:00 - 5:00に、新春特番として、4時間の拡大版「賀正-SHOCK」（ガショク）が公開生放送された[2]。